# ヘビトンボ

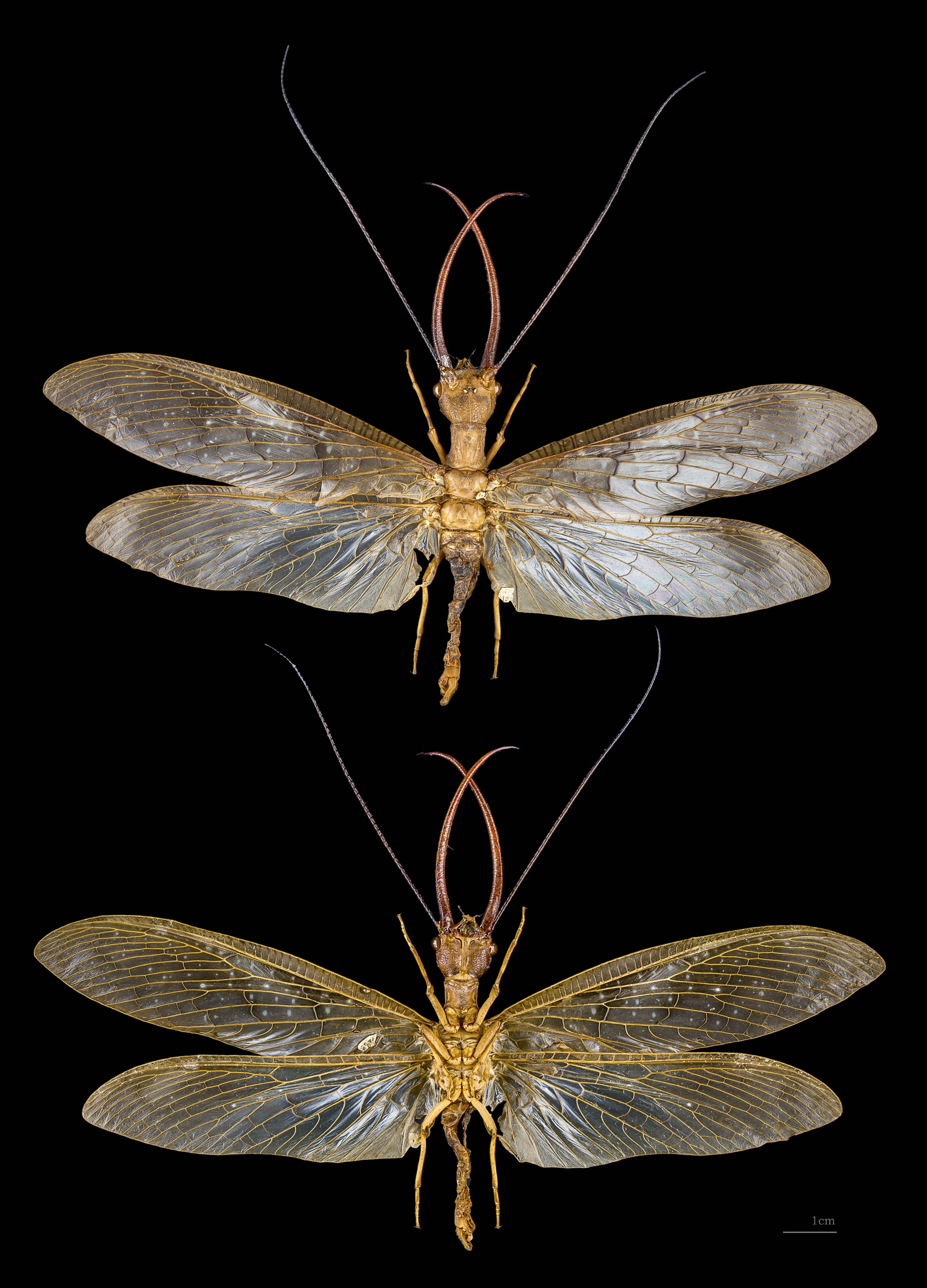
Corydalus cornutus

ヘビトンボ（蛇蜻蛉、Protohermes grandis）はヘビトンボ目（広翅目）ヘビトンボ科に分類される昆虫の一種。ヘビトンボ科の昆虫を総称してヘビトンボと言うこともあるが、その場合は「ヘビトンボ類」の意である。

## 分布
日本（北海道、本州、四国、九州--対馬・屋久島・種子島を含む）、中国、韓国、台湾、タイ。

## 特徴
成虫は体長40 mm、羽を広げた左右の長さ100 mmと、この類では大柄な昆虫である。ナラ類などの広葉樹の樹液を主食とする。乳白色の翅を持つ。体に比べて大きな翅である点はカゲロウに似た昆虫で、大顎が大きく噛み付く力も強い。単眼の基部は黒い。蛇蜻蛉という和名の由来は、大顎で噛み付く習性を蛇になぞらえて付けたものである。
幼虫は渓流に棲む水生昆虫で、体は細長く、頭部は頑丈で顎が強く発達する。腹部には体節ごとに一対の鰓足が出る。

## 生活史
幼虫は一般に、清浄な河川の中流域より上流に生息することから、カワゲラ目やトビケラ目等に属する多くの種と同様、清冽な水質の指標生物の一つである。
強い肉食性で、この幼虫が一匹いると周囲から他の水生昆虫がいなくなるともいわれ、その姿から川ムカデなどとも呼ばれる。噛み付かれると膨れ上がってしまうほどの威力があるが、ムカデのような毒は持たない。
蛹化に際しては陸上に這い登り、岸部の石の下などに潜り込んで蛹となる。なお、蛹にも大顎が発達し、蛹をいくつか一緒にしておくと、仲間同士で噛み合って殺し合う習性があるといわれる。
成虫は灯火にもよく飛来する。

## 利用
幼虫は古くから孫太郎虫（まごたろうむし）などと呼ばれ、子供の疳に効く民間薬になる。かつては宮城県白石市の斎川の特産とされ、江戸時代に土地の人はこれを炙って酒肴にしたという。1930年代までも「奥州斎川名産孫太郎」の触れ声で行商されていた。
また、長野県伊那市付近では、幼虫を珍味のざざむしの一種として食用とする。イワナやヤマメの釣り餌として用いられることもある。

## ギャラリー

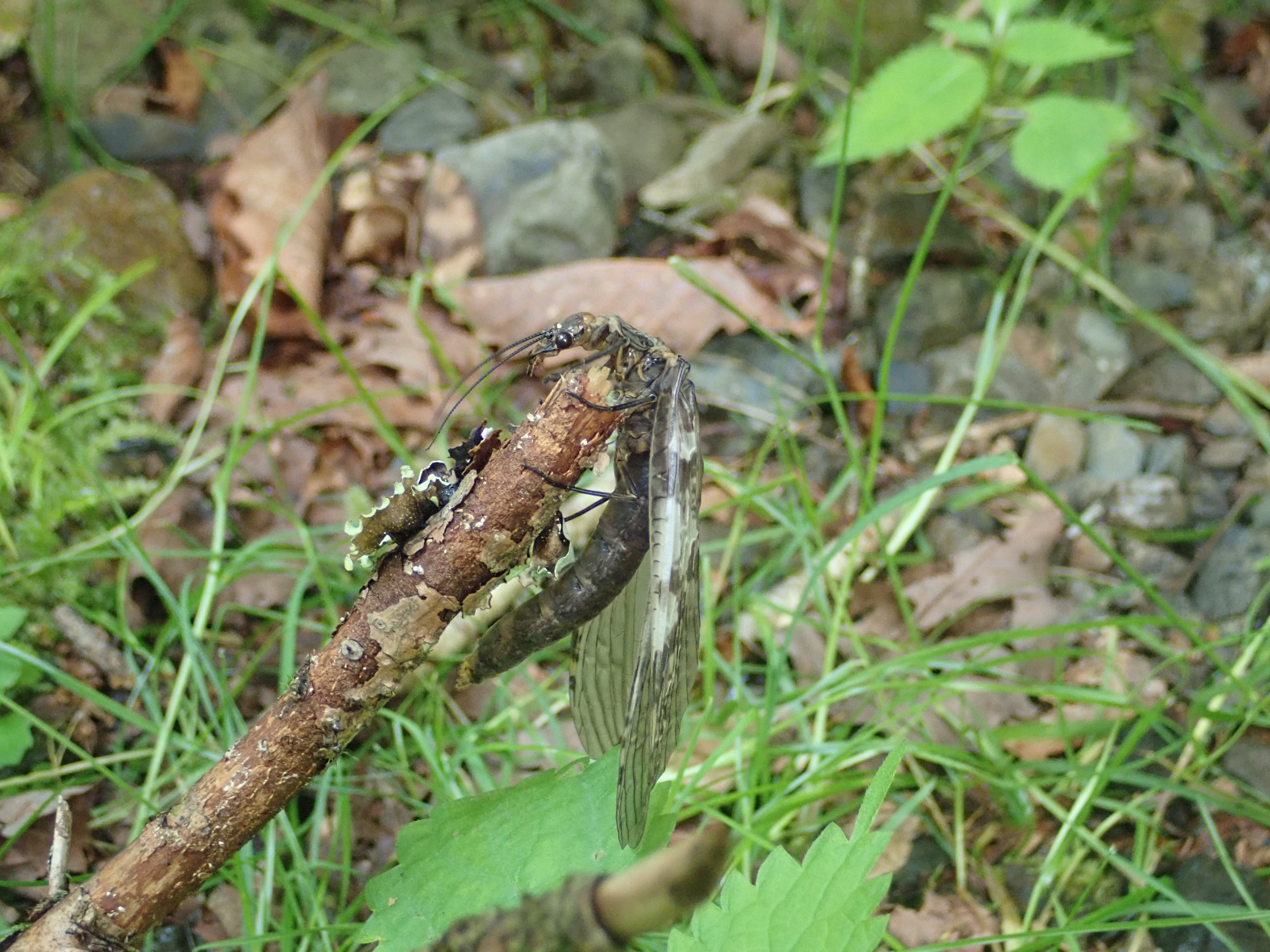
長野県南佐久郡南相木村にて撮影
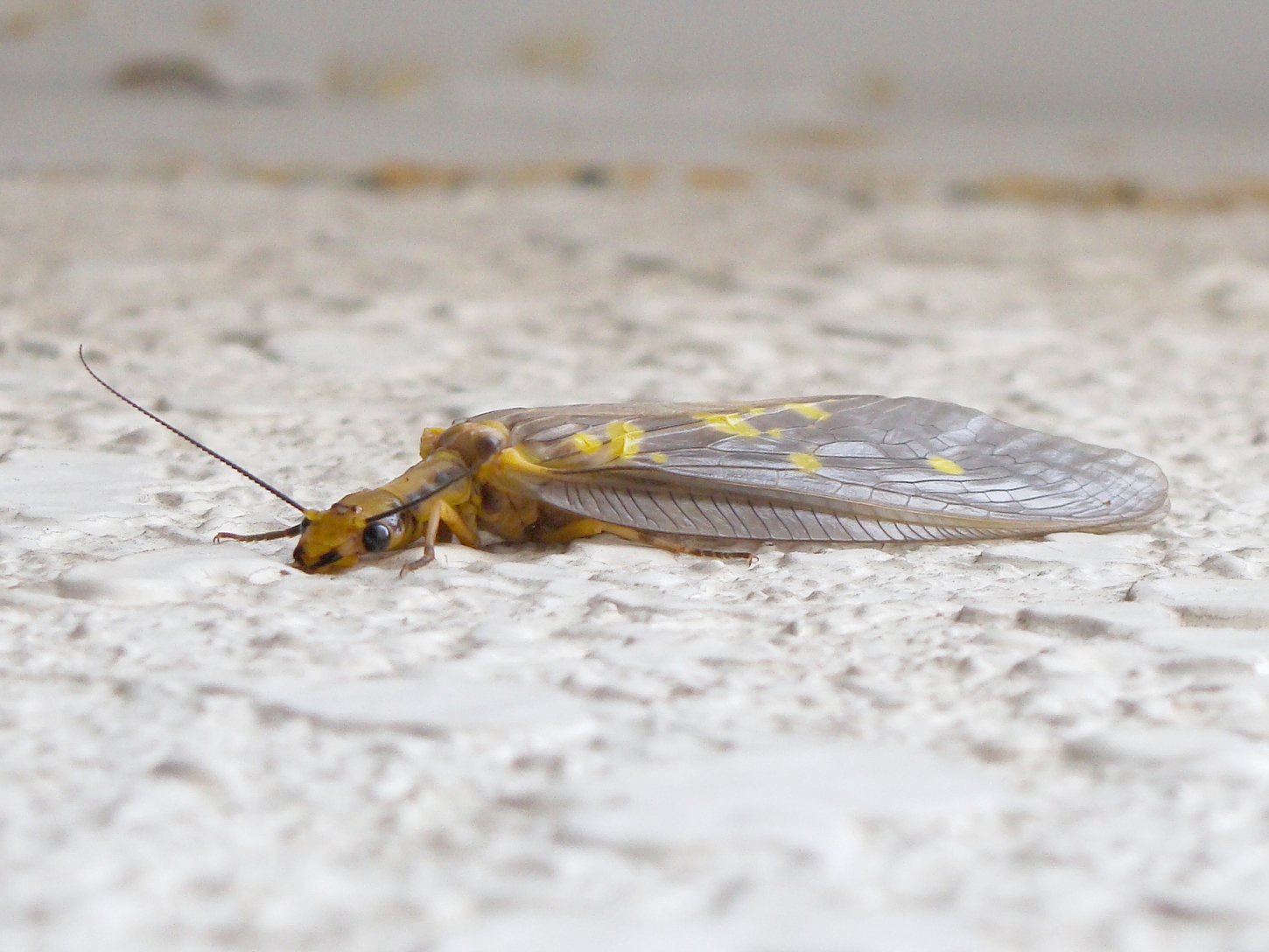
ヘビトンボの成虫
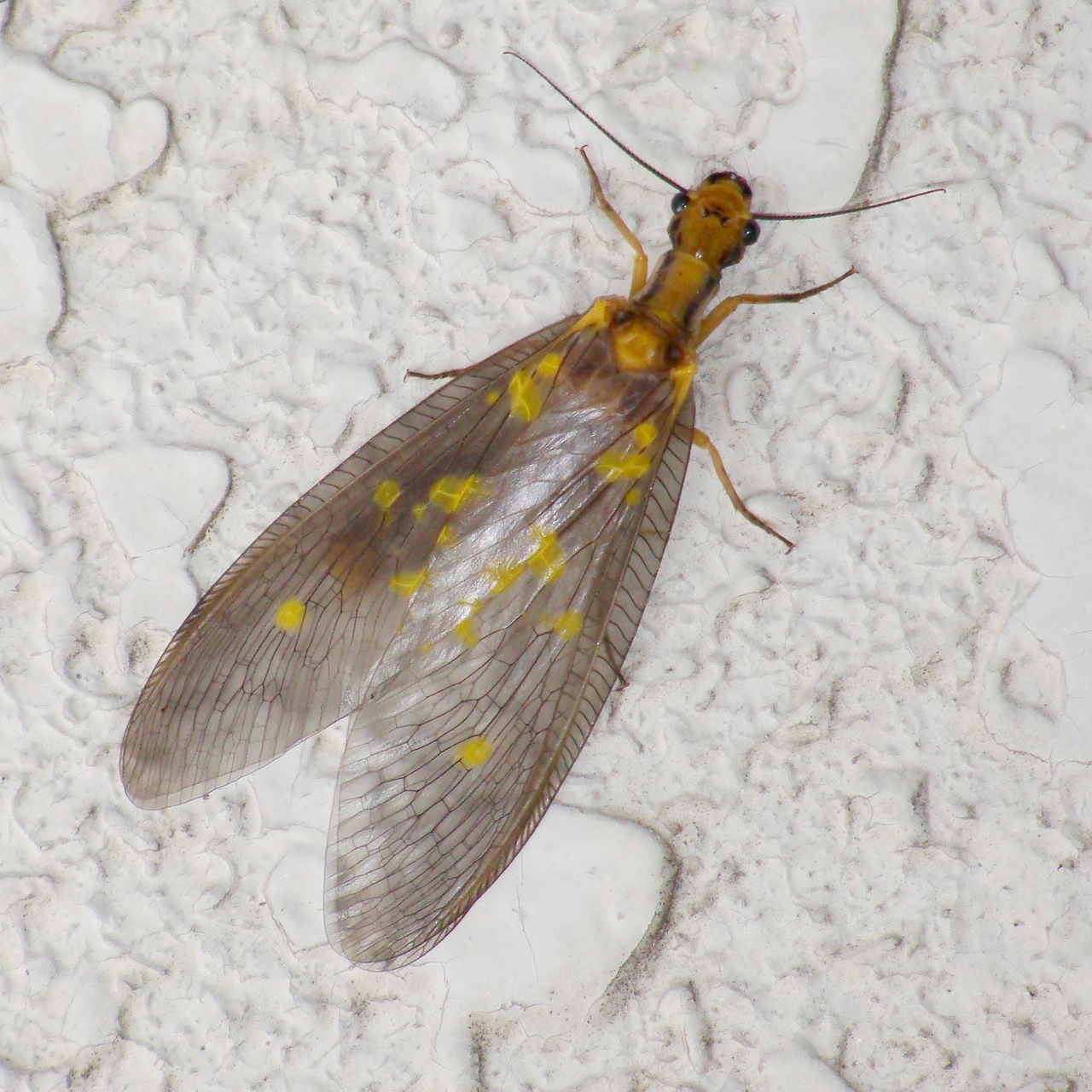
ヘビトンボの成虫
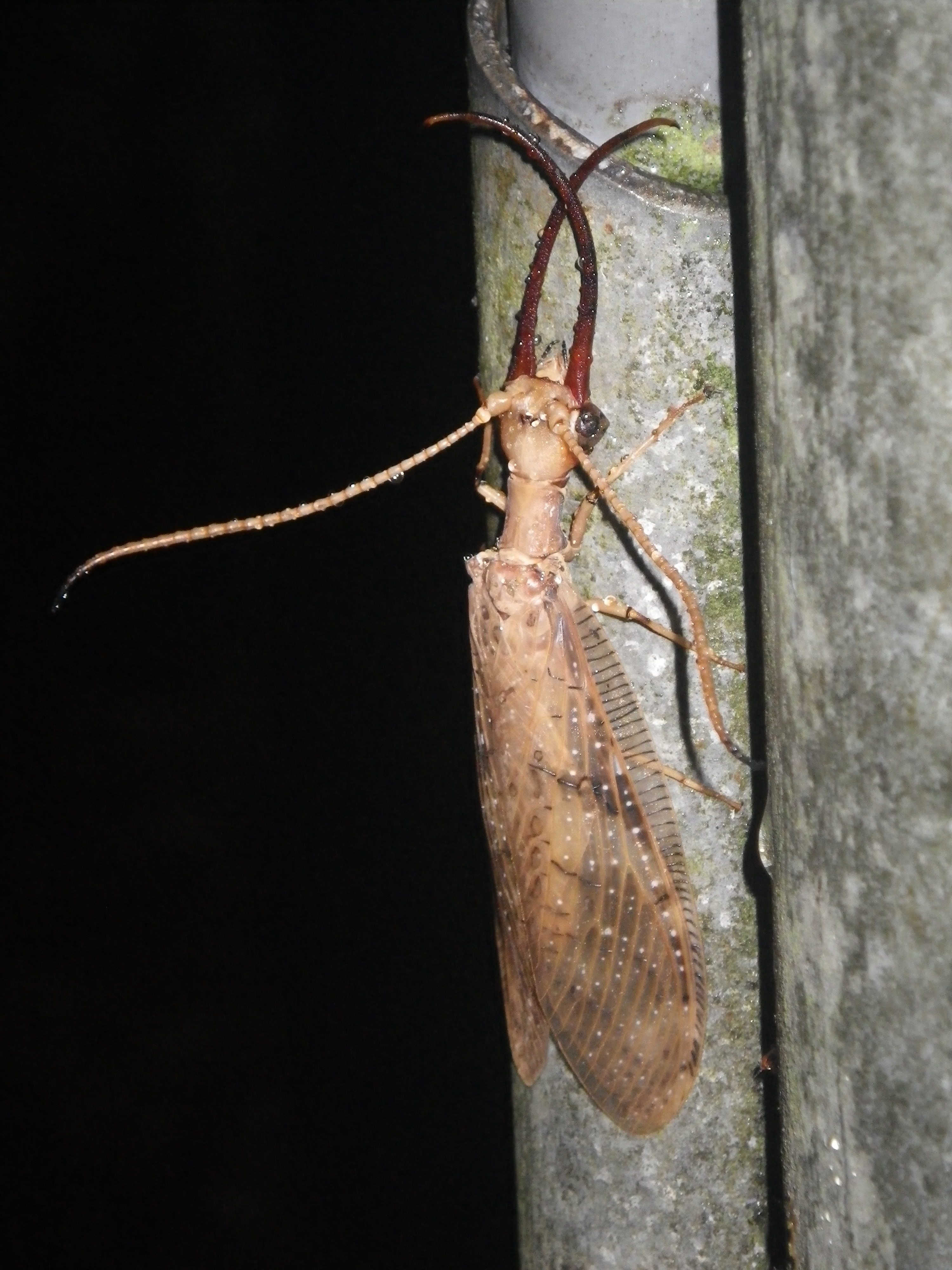
オオキバヘビトンボ（コスタリカ 2012年5月）
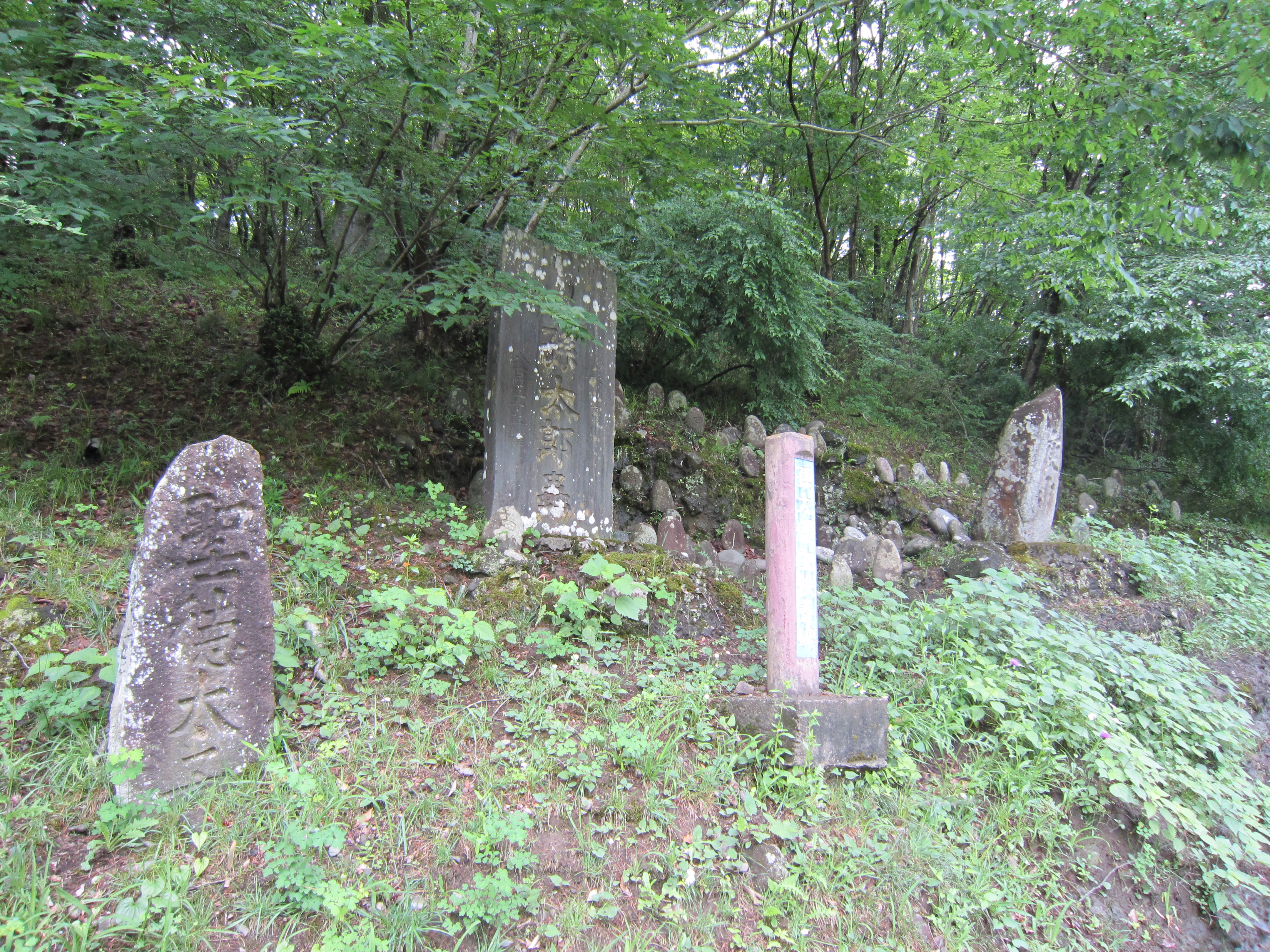
斎川の孫太郎虫供養碑

## 日本のヘビトンボ科

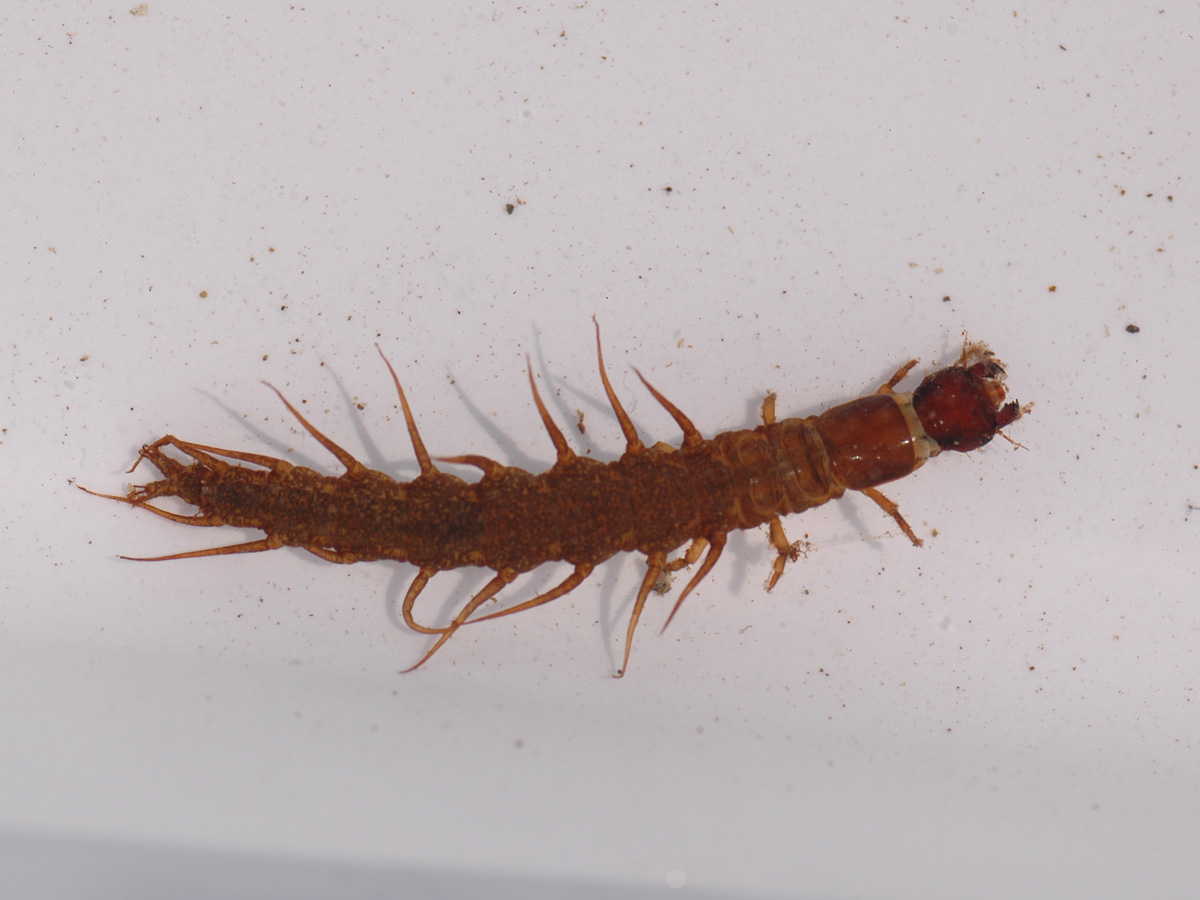
タイリククロスジヘビトンボの幼虫

ヘビトンボ科の昆虫を総称して「ヘビトンボ」と言うこともある。日本に産するとされるヘビトンボ科は以下のとおり
- クロスジヘビトンボ亜科 Chauliodinae 
  - モンヘビトンボ属 Neochauliodes van der Weele, 1909
    - アマミモンヘビトンボ Neochauliodes amamioshimanus Liu & Hayashi & Yang, 2007
奄美大島
    - ヤエヤマヘビトンボ Neochauliodes azumai Asahina, 1988
石垣島・西表島の固有種
    - モンヘビトンボ Neochauliodes sinensis (Walker, 1853) 
対馬、石垣島、西表島、朝鮮半島[5]、台湾、中国、東南アジア　

  - クロスジヘビトンボ属 Parachauliodes van der Weele, 1909
    - タイリククロスジヘビトンボ Parachauliodes continentalis van der Weele,1909
本州、四国、九州、対馬、韓国
    - ヤマトクロスジヘビトンボ Parachauliodes japonicus (MacLachlan, 1867)
本州、四国、九州、奄美大島、徳之島、沖縄本島、石垣島、西表島、台湾
    - ヤンバルヘビトンボ Parachauliodes yanbaru Asahina, 1987
沖縄本島北部の固有種
- ヘビトンボ亜科 Corydalinae 
  - ヘビトンボ属 Protohermes van der Weele, 1907
    - ヘビトンボ Protohermes grandis (Thunberg, 1781)
日本（北海道、本州、四国、九州--対馬・屋久島・種子島を含む--）[1]、中国、韓国、台湾[2][7]
    - アマミヘビトンボ Protohermes immaculatus Kuwayama, 1964
奄美大島、徳之島、久米島
    - ミナミヘビトンボ Protohermes sp. 
石垣島・西表島の固有種（石垣では産地は極限）。台湾 - 中国 - インド東北部に分布するヒメヘビトンボ Protohermes costalis (Walker, 1853)に近縁とされる未記載種。

## 関連文献
- 今森光彦『水辺の昆虫』山と溪谷社〈ヤマケイポケットガイド〉、2000年。ISBN 4-635-06228-7。
- 木野田君公『札幌の昆虫』北海道大学出版会、2006年。ISBN 4-8329-1391-3。